# Sainte-Montaine

Sainte-Montaine este o comună în departamentul Cher, Franța. În 1 ianuarie 2022 avea o populație de 167 de locuitori.